# Ine van Wessex
Ine was koning van Wessex van 688 tot 726. Hij gold als een afstammeling van Ceawlin.
Ine volgde Cædwalla op als koning. In de eerste jaren regeerde hij echter samen met zijn vader Cenred.
Ine was meerdere malen in oorlog met het Britse koninkrijk Dumnonia, dat ten westen van Wessex lag. Zijn troepen kwamen in 722 zelfs tot aan de rivier de Hayle. Devon tot aan de Tamar ging tijdens zijn bewind over van Dumnonia naar Wessex. Ook in het oosten was hij succesvol, en in Sussex, Surrey en Kent werd hij erkend als 'opperkoning'. Tegen het eind van zijn regering lijkt echter deze status verloren te zijn gegaan, en kwamen deze gebieden in de invloedssfeer van Mercia.
Als Ines belangrijkste wapenfeit geldt dat hij de oudst bekende geschreven wetten in Wessex maakte. Deze geven een goed beeld van de samenleving in zijn tijd. Ze zijn bewaard gebleven omdat Alfred de Grote ze als een soort appendix aan zijn eigen wetboek toevoegde.
Gedurende Ines regering werd de havenstad Hamwic gesticht, kwam er (in 705) een tweede bisdom in Wessex (naast Winchester kwam Sherborne voor westelijk Wessex) en werden de eerste munten in Wessex geslagen.
In 726 deed Ine troonsafstand en reisde hij naar Rome met zijn echtgenote, de Heilige Æthelburg van Wessex. Alhoewel zij de geloften niet aflegden, leefden zij als monniken en brachten hun dagen door in gebed en versterving. Ine stierf in Rome. Hij wordt als heilige vereerd en zijn feestdag is op 8 september.
De troon werd vervolgens betwist door Æthelheard en Oswald, waarbij eerstgenoemde als overwinnaar uit de bus kwam.
Cerdic · Cynric · Ceawlin · Ceol · Ceolwulf · Cynegils · Cwichelm · Cenwalh · Penda van Mercia/Cenberht (?) · Cenwalh · Seaxburg · Æscwine · Centwine · Cædwalla · Ine · Æthelheard · Cuthred · Sigeberht · Cynewulf · Beorhtric · Egbert · Æthelwulf · Æthelbald · Æthelberht · Æthelred · Alfred de Grote · Eduard de Oudere · Æthelstan
- Gemeinsame Normdatei: 10251741X
- Virtual International Authority File: 5320396
- WorldCat: E39PBJrcqYQ6xmGVG7wjXpRBT3